# Georg Detharding (Theologe)
Georg Detharding (* 15. April 1727 in Rostock; † 3. Juli 1813 ebenda) war ein deutscher lutherischer Theologe und Pastor.

## Leben
Georg Detharding war der älteste Sohn des Mediziners Georg Christoph Detharding. Er studierte ab 1741 evangelische Theologie an den Universitäten Kopenhagen und Rostock, wo er sein Studium mit dem Magister abschloss. Detharding besuchte dann ab 1750 die Universität Göttingen und habilitierte sich 1751 in seiner Heimatstadt Rostock.
Am 12. August 1755 wurde er zum Prediger an der Jakobikirche in Rostock berufen. 1764 wurde er in Göttingen zum Doktor promoviert. 1774 wurde er zum Archidiakon ernannt. 1794 wurde er in Rostock Director ministerii, also Direktor des Geistlichen Ministeriums, und damit der Leitende Geistliche der Stadt. Detharding trat durch seine theologischen und pädagogischen Schriften hervor.
Sein jüngerer Bruder Georg Christoph Detharding wurde wie der Vater Mediziner und 1759 zum Dr. med. promoviert; er praktizierte in Rostock, wo er am 12. Juni 1789 starb.
Georg Detharding war verheiratet ab dem 15. Oktober 1756 mit Magdalene Luise Heintze (1734–1799), der Tochter des Güstrower Dr. med. und Hofrates Johann Christoph Heintze. Sein gleichnamiger Sohn Georg Detharding wurde ebenfalls Pastor an St. Jakobi und Direktor des Geistlichen Ministeriums.